# Sasaeng fan
Sasaeng fan (사생팬), hiểu nôm na là fan cuồng, được biết đến rộng rãi như là người hâm mộ bị ám ảnh quá mức bởi làn sóng Hallyu. Mặc dù "sasaeng" phần lớn không được coi là người hâm mộ, nhưng nhiều nguồn vẫn gọi họ là "sasaeng fan". Các Sasaeng fan chủ yếu là nữ ở độ tuổi từ 13-21. Soompi mô tả sasaeng fan như là một người hâm mộ cực độ, họ săn đuổi và xâm nhập sự riêng tư của thần tượng với nhiều cách thức đáng ngờ.

## Từ nguyên gốc
Sam Lansky, một biên tập viên cho Tạp chí New York và Tạp chí The Atlantic, đã viết rằng “sa” nghĩa là "tư" ("私" trong hanja) và “saeng” nghĩa là "sinh" ("生" trong hanja) trong tài liệu tham khảo người hâm mộ bị ám ảnh bởi nghệ sĩ họ ưa thích.

## Hoạt động và ảnh hưởng xấu

### Theo dõi
Tạp chí Philippines Manila Bulletin cho biết rằng trong một cuộc họp báo cho buổi hòa nhạc tại Santiago, Chile, nhóm nhạc nam Hàn Quốc JYJ đã xác nhận rằng họ là nạn nhân của "xâm phạm đời tư và bị theo dõi." Theo thành viên Junsu của JYJ, một số người hâm mộ đã để lộ số điện thoại cá nhân của họ và đặt máy theo dõi GPS vào xe của họ để theo dõi từng hành động. Có nhiều trường hợp đột nhập để chụp hình, cố hôn thần tượng, và đánh cắp đồ dùng cá nhân." Một số sasaeng thậm chí lặp đặt CCTV, camera giám sát gần nhà nơi thần tượng mình yêu thích. Ngày nào cũng vậy, các thần tượng nổi tiếng báo cáo rằng có ít nhất 100 "người săn đuổi rãnh rỗi hoàn toàn" bám lấy họ.
Trong một vụ việc liên quan đến diễn viên Song Joong Ki, một buổi chạy bộ tối đã trở thành một cuộc rượt đuổi đáng sợ với hai người hâm mộ chạy theo sau anh khi thấy anh trong một chiếc taxi. Theo cổng thông tin trang Yahoo!, một số người hâm mộ thuê "tài xế taxi đặc biệt" để theo dõi thần tượng của họ. Yahoo! đề cập đến chủ đề trong tờ báo Hàn Quốc JoongAng Daily, đã viết rằng "có một dịch vụ phục vụ đặc biệt cho người hâm mộ. Họ sẵn sàng chạy với tốc độ 200 km/h, đuổi theo các xe chở thần tượng K-pop."
Những sasaeng taxi có thể tìm thấy bên ngoài phòng hòa nhạc, ký túc xá người nổi tiếng hoặc đài truyền hình để đón những người hâm mộ. Chi phí để thuê một sasaeng taxi cho một ngày theo đuổi từ 300 đến 500 USD. Một tài xế sasaeng taxi bốn năm, đã nói rằng "Tôi tính giá 30 USD mỗi giờ. Rất khó để dừng lại bởi vì bạn có thể kiếm rất nhiều tiền từ nó." Trong một phép so sánh, chi phí trung bình cho việc chờ đợi của một taxi bình thường ở Seoul chỉ với mức giá 9 USD/h. Một số tài xế đã nói với các phóng viên rằng mặc dù anh biết anh có thể vi phạm luật giao thông. Anh đã kiếm được 400 SGD cho một ngày nhưng bây giờ đã ngừng yêu cầu đó.

### Ảnh hưởng đến sức khỏe
Để được gần gũi với thần tượng mà họ yêu thích, một vài fan thậm chí đã thuê taxi theo đuổi thần tượng của mình ở tốc độ cao, đôi khi dẫn đến tai nạn giao thông nghiêm trọng. Trong suốt Super Show 3 Tour của Super Junior ở Singapore, đã có báo cáo "tám chiếc xe của người hâm mộ đã đuổi theo và cố gắng tiếp cận với Super Junior. Một người phát ngôn đại diện cho Super Junior nói với các phóng viên rằng "tất cả mọi người rất lo lắng khi người hâm mộ nối dài bám theo họ rất gần. Nhưng chúng tôi vẫn di chuyển. Tuy nhiên, họ càng muốn thật gần hơn." Sau cùng, một trong những chiếc xe của người hâm mộ đã va chạm với một chiếc xe khác, gây ra một chuỗi va chạm liên hoàn cho sáu chiếc xe, bao gồm xe của Super Junior.

### Tai nạn khác
Tờ báo Hàn Quốc JoongAng Daily báo cáo rằng một người hâm mộ cuồng nhiệt đã dành ra "khoảng 1 triệu won (khoảng 900 USD) mỗi tháng đế bám theo thần tượng, chủ yếu là sasaeng taxi." Để săn đuổi thần tượng của mình, cô làm việc bán thời gian tại cửa hàng tiện lợi và lừa dối gia đình của cô về việc học ở trường tư để lấy 800.000 won mỗi tháng.

## Phản hồi và biện pháp
Một điều khoản được thêm vào Đạo luật Tội nhỏ của Hàn Quốc vào tháng 2 năm 2011 để bảo vệ thần tượng K-pop từ người hâm mộ của họ, và trung tâm hỗ trợ cho các ca sĩ được thiết lập để cung cấp tư vấn và giúp đỡ các nghệ sĩ.